# 뉴몰든

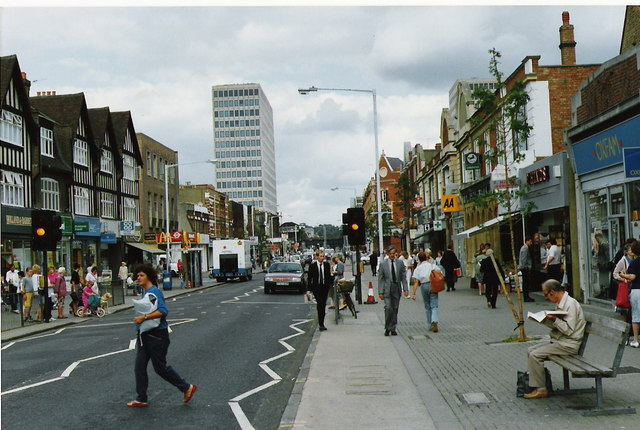
뉴몰든의 하이 스트리트

뉴몰든(New Malden)은 잉글랜드 런던의 교외 지역이다. 킹스턴어폰템스구와 머턴구에 속하는 지역이다.

## 인구

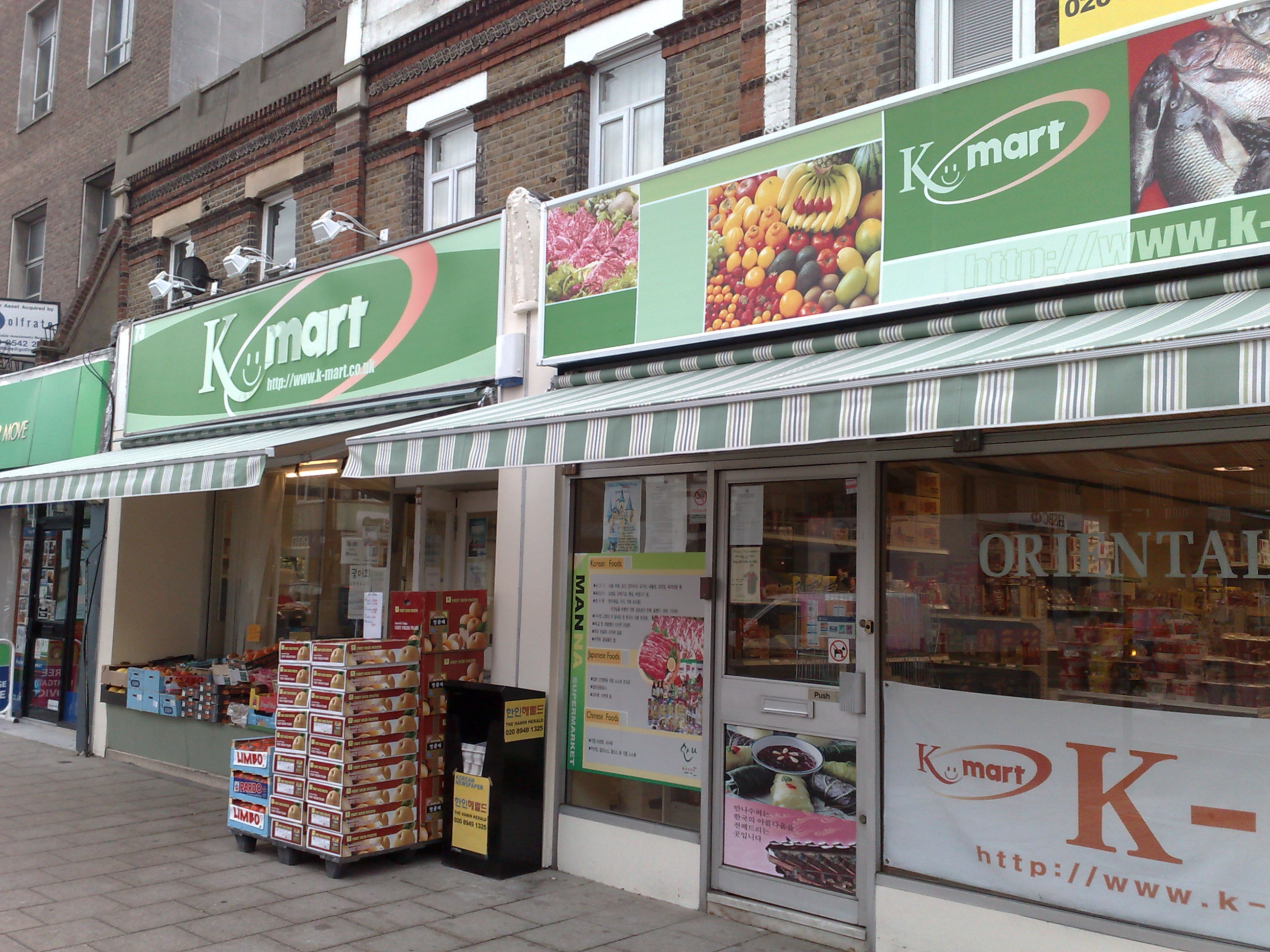
뉴몰든의 한인 마트

킹스턴어폰템스구는 유럽에서 대한민국 교포들이 제일 많이 거주하는 지역 중 하나로, 대한민국 국외에서 한국인이 가장 많이 밀집한 지역으로도 일컬어진다. 특히 뉴몰든 일대가 한인 타운으로 유명한데, 2014년 기준으로 이곳에 주택을 소유한 한국인의 수는 약 만 명 가량이나 되며, 뉴몰든 일대에 거주하는 한국인 인구수도 2만 명 가량으로 집계됐다. 이 중 600여명은 조선민주주의인민공화국 출신으로, 유럽에서 북한 사람이 가장 많이 사는 지역이기도 하다. 뉴몰든에 사는 한인교포는 한국 기업에서 일하는 경우가 많으며, 해외교포 신분이거나 영국 시민권을 획득하여 아주 정착한 경우까지 있다.
뉴몰든에는 한국인 고객들이 많이 찾는 가게와 식당가는 물론 한국인 교회와 유치원까지 있다. 한편으로 런던 남서부와 그 이웃 지역에 거주하는 한인교포들의 쇼핑·문화적 중심지로도 기능하고 있다. 한국 식당과 카페는 스무여 곳이 넘으며 런던에서 가장 큰 한인 슈퍼마켓과 노래방도 찾아볼 수 있다. 또 여러 가게에서 한국어 안내판을 게시해두고 있다. 한때 주영국 대한민국 대사관 겸 주국제 해사 기구 대한민국 대표부도 이곳 뉴몰든에 있었다가, 지금은 런던 중심부 웨스트민스터의 버킹엄게이트 60번지로 이사온 상태다.

## 교통
사우스웨스트 트레인스가 운영하는 뉴몰든 역은 런던 워털루, 햄프턴 코트, 킹스턴어폰템스, 리치먼드, 셰퍼턴으로 향한다.

## 같이 보기
- 코리아타운 (로스앤젤레스)
- 스프링브랜치 (휴스턴)